# Graberje Ivanićko
Graberje Ivanićko – wieś w Chorwacji, w żupanii zagrzebskiej, w mieście Ivanić-Grad. W 2011 roku liczyła 664 mieszkańców.